# Eplivanserin
Eplivanserin (SR-46,349; Ciltiri) je bio eksperimentalni lek za tretman insomnije koj je razvijala kompanija Sanofi Aventis.
Sanofi Aventis je decembra 2009. povukla svoju svoju aplikaciju za odobrenje kod FDA i Evropske medicinske agencije.

## Mehanizam dejstva
Eplivanserin je inverzni agonist serotoninskog receptora . U kontrastu sa drugim sedirajućim lekovima koji deluju na  receptore (npr., mirtazapin, klozapin, risperidon), eplivanserin praktično nema afiniteta za dopaminske, histaminske i adrenergičke receptore.

## Rezultati ispitivanja
Placebo kontrolisana ispitivanja faze II sa 351 subjekata su pokazala da eplivanserin redukuje period pre početka sna za 39 minuta (u poređenju sa 26 minuta za placebo).